# Edmond Burat de Gurgy
Edmond Burat de Gurgy, cuyo nombre completo era Edmond François Célestin Burat de Gurgy (Marsella, 1810-París, 7 de marzo de 1840), fue un escritor y dramaturgo francés.
Sus obras se representaron en los teatros más importantes de la capital francesa desde 1830, cuando apenas contaba con veinte años. Enfermó de tuberculosis en diciembre de 1839 y falleció tres meses después.

## Obras
| - 1830: Un duel sous Charles IX. Scène historique du XVIe siècle - 1831: La Prima Donna et le garçon boucher, con Clément Burat de Gurgy - 1831: Les Deux modistes, con Clément Burat de Gurgy - 1832: Le Lit de camp, scènes de la vie militaire, con Clément Burat de Gurgy - 1834: Paris, un bal - 1834: Byron à l'école d'Harrow, con Hippolyte Cogniard - 1834: Paillasse, episodio de carnaval - 1835: Le Fils de Figaro, comédie en vaudevilles en un acto, con Victor Masselin - 1835: Le Fils de Triboulet, comédie en vaudevilles en un acto, con H. Cogniard | - 1836: Le diable boiteux, ballet pantomime en tres actos, con Casimir Gide y Jean Coralli - 1836: La Jeunesse d'un grand roi, episodio históricos en un acto - 1836: Trois cœurs de femmes, vaudeville en tres actos, con Adolphe d'Ennery y Achille d'Artois - 1837: Biographie des acteurs de Paris - 1837: Tabarin, ou un Bobêche d'autrefois, fantaisie en un acto - 1838: La Chambre et le fauteuil de Molière - 1839: Le bonheur sous les toits, vaudeville en tres actos - 1840: Le Chasseur de la Montagne, tyrolienne, con letra de Edmond Burat de Gurgy y música de Charles Haas - 1840: Les deux filles de l'air, puff en dos actos, con Achille Gastaldy |

### Citas
1. ↑  Edmond Burat de Gurgy (1810-1840). Biblioteca Nacional de Francia. Consultado el 26 de julio de 2018.
2. ↑  Le Ménestrel, número 325, del 8 de marzo de 1840, p. 25